# Johannes von Gorze
Johannes von Gorze (* um 900 in Vandières; † 7. März 974 in Gorze) war ein lothringischer Mönch, Diplomat, Gutsverwalter und Klosterreformer.

## Frühe Jahre
Johannes wurde in Vandières bei Pont-à-Mousson geboren. Seine Eltern waren wohlhabend und ermöglichten ihm eine gute Ausbildung in Klöstern der Benediktiner in Saint-Mihiel und in Metz. Sein Lehrer war Hildebold, der in Paris unter Remigius von Auxerre studiert hatte. Im Alter von zwanzig Jahren hatte Johannes bereits Beziehungen zu mächtigen Personen der Region geknüpft, wie zum Grafen Ricuin von Verdun und zu Dado, dem Bischof von Verdun.
Er wurde 933 Mönch im Benediktinerkloster Gorze, nachdem er dem Wohlstand als Gutsverwalter entsagt und eine Pilgerfahrt nach Rom und nach Monte Cassino unternommen hatte.

## In Gorze

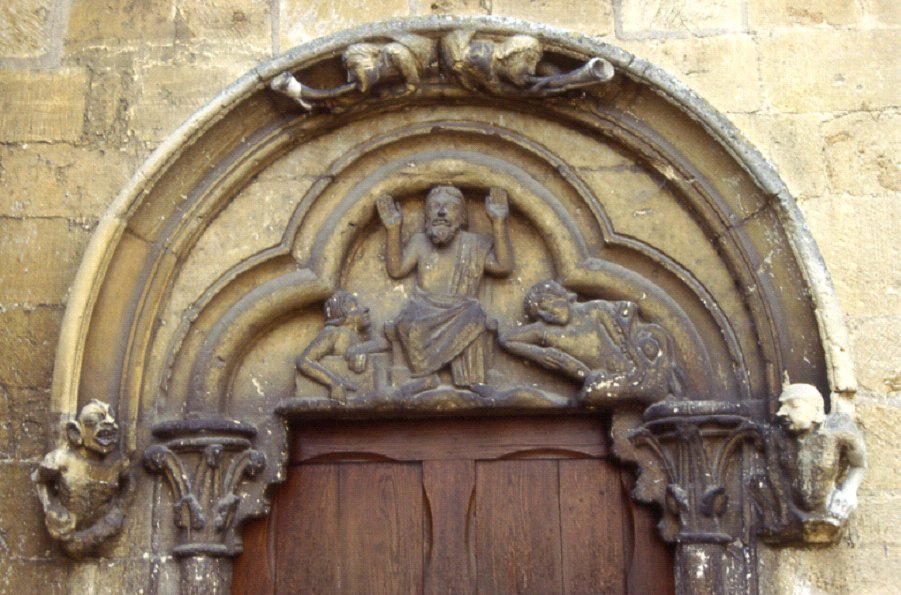
Tympanum mit der Darstellung des Jüngsten Gerichts, Kirche St. Stephan, Gorze

Johannes war nicht mit der Disziplin in Gorze zufrieden und fand darin in Einold von Toul (oder Eginold) einen Verbündeten. 933 wurden Johannes und Einold von Bischof Adalbero von Metz (929–962) beauftragt, das heruntergekommene Kloster von Gorze wieder aufzubauen und zu reformieren. Einold wurde Abt und Johannes wurde sein erster Assistent. Die Zahl der Mönche nahm wieder zu und die Reformen breiteten sich in andere Klöster aus. 950 schließlich bat Papst Agapitus II. die Mönche von Gorze, die Disziplin in den Klöstern des heiligen Stuhles in Rom wiederherzustellen (siehe Gorzer Reform).

## Mission nach Andalusien
953 wurde Johannes für zwei Jahre von Otto I. als Gesandter zum Kalifen von Córdoba, Abd ar-Rahman III., entsendet. Johannes reiste über Langres, Dijon, Lyon, Avignon, Barcelona, Tortosa und Saragossa. Der Zweck der Mission war, die Angriffe von andalusischen Abenteurern von Fraxinet aus und von arabischen Seeräubern zu unterbinden. Johannes erreichte Córdoba im Jahr 953 oder 954 mit seinen Gefährten und überreichte ein Schreiben des Kaisers und Geschenke. Der Botschafter des Kalifen, Hasdai ibn Shaprut, traf sich mit der Gesandtschaft. Der Kalif selbst beauftragte Hasdai für die Verhandlungen, da er befürchtete, das Schreiben des deutschen Herrschers könnte abwertende Bemerkungen über den Islam enthalten (nach einem anderen Bericht saß Johannes deshalb einige Zeit im Gefängnis). In der Tat kam Hasdai zu dem Schluss, dass der Brief so nicht überbringbar sei, und überzeugte die Gesandtschaft, einen anderen Brief zu formulieren. Johannes berichtete, dass ihm „niemals ein Mensch mit einem solchen Verstand wie beim Juden Hasdeu begegnet sei“.
Johannes lebte in Córdoba in einem Palast in der Nähe des Kalifen. Er trat in Kontakt mit Mozarabern und traf sich mit dem Bischof von Elvira, Recemundus, der mit den islamischen Lehren vertraut war. Auf seiner Rückreise brachte Johannes viele Schriften aus Andalusien nach Lothringen mit, die dieses Herzogtum zu einem Zentrum für die Ausbreitung der islamischen Philosophie und Wissenschaft in Europa machen sollten.

## Späteres Leben
Johannes wurde vermutlich 967 nach dem Tod von Einold selbst Abt von Gorze. Er starb 974. Jean, der Abt von St. Arnulf bei Metz, schrieb ein Buch über das Leben des Johannes von Gorze. Er wurde seliggesprochen, sein Gedenktag ist der 27. Februar.

## Sonstiges
Es wird berichtet, dass Johannes ein sogenanntes photographisches Gedächtnis hatte und dass er ein Buchführungssystem und eine bestimmte Investitionsphilosophie entwickelte.